# Live Intrusion
Live Intrusion er en hjemmevideo  af Slayer, udgivet i 1995 gennem American Recordings. Videoen er filmet på Mesa Amphitheater i Mesa, Arizona 12. marts 1995.

## Spor
1. "Raining Blood" (Hanneman/King)
2. "Killing Fields" (Araya/King)
3. "War Ensemble" (Araya/Hanneman)
4. "At Dawn They Sleep" (Araya/Hanneman/King)
5. "Divine Intervention" (Araya/Bostaph/Hanneman/King)
6. "Dittohead" (King)
7. "Captor of Sin" (Hanneman/King)
8. "213" (Araya/Hanneman)
9. "South of Heaven" (Araya/Hanneman)
10. "Sex, Murder, Art." (Araya/King)
11. "Mandatory Suicide" (Araya/Hanneman/King)
12. "Angel of Death" (Hanneman)
13. "Hell Awaits" (Hanneman/King)
14. "Witching Hour" (Bray/Dunn/Lant)
15. "Chemical Warfare" (Hanneman/King)

## Medvirkende
- Tom Araya – Bas, Sang, Producer
- Jeff Hanneman – Guitar
- Kerry King – Guitar, Producer
- Paul Bostaph – Trommer
- Phil Tuckett – Instruktør